# Iglesia de la Inmaculada Concepción (Jun)
La iglesia Parroquial de la Inmaculada Concepción es una iglesia situada en la localidad española de Jun, provincia de Granada.

## Historia
Fue construida en el siglo XVI, con transformaciones en el XVII, muy especialmente en el XX.